# Les Loges-sur-Brécey
Les Loges-sur-Brécey település Franciaországban, Manche megyében. Lakosainak száma 117 fő (2022. január 1.). Les Loges-sur-Brécey Saint-Martin-le-Bouillant, Brécey, Notre-Dame-de-Livoye, Saint-Laurent-de-Cuves és Saint-Nicolas-des-Bois községekkel határos.

## Népesség
A település népességének változása:
| Lakosok száma | 243  | 168  | 133  | 147  | 146  | 145  | 134  | 125  | 122  | 117  |
|               | 1968 | 1982 | 1990 | 2006 | 2013 | 2015 | 2017 | 2019 | 2020 | 2022 |